# Günther Hopfgartner

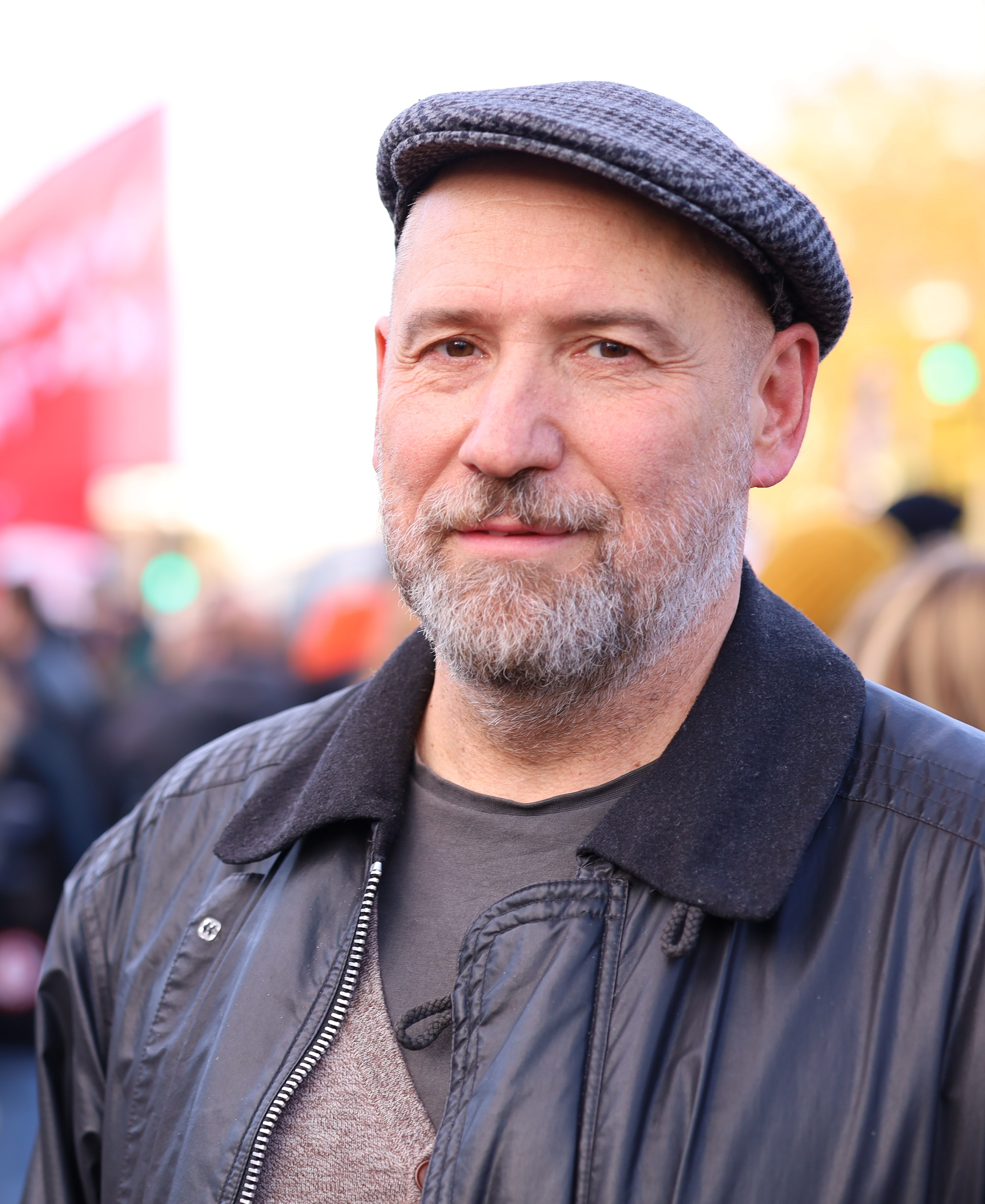
Günther Hopfgartner 2024

Günther Hopfgartner (* 12. August 1964 in Linz, Österreich) ist ein österreichischer Gastwirt und Politiker (KPÖ). Seit 2021 ist er Vorsitzender der Kommunistischen Partei Österreichs. Er war Spitzenkandidat für die Europawahl in Österreich 2024 und erzielte mit seiner Partei 2,96 Prozent.

## Leben
Hopfgartner ist Gastwirt und betreibt das Café und Kulturzentrum 7*Stern in Wien. Er war Vorsitzender der Kommunistischen Jugend Österreichs (KJÖ) und langjähriger Redakteur der Wochenzeitung Volksstimme. Weiters wirkte er bei der Gründung der Europäischen Linken 2004 mit. Er war bereits KPÖ-Spitzenkandidat für die Europawahl in Österreich 2009 und erreichte damals 0,65 Prozent.

## Politische Positionen
Hopfgartner ist ein entschiedener Vertreter der Linken und setzt sich für soziale Gerechtigkeit, Frieden und die öffentliche Daseinsvorsorge ein. Er betont die Notwendigkeit einer solidarischen Gesellschaft und kritisiert die Auswirkungen von Globalisierung und Kapitalismus auf die Arbeiterklasse. Auf europäischer Ebene und im EU-Wahlkampf setzt Hopfgartner auf die bekannten KPÖ-Themen Wohnen, eine Gehaltsobergrenze für Politiker sowie Frieden und Neutralität. Somit möchte er das Wohnen dem Wettbewerbsrecht entziehen und eine europäische Strategie für öffentlichen Wohnbau, der den sozialen und ökologischen Anforderungen unserer Zeit entspricht. Das Gehalt für KPÖ-Politiker soll nicht über dem eines durchschnittlichen Facharbeiters liegen.
Österreich solle mit „aktiver Neutralitätspolitik“ einen Beitrag zu einer Friedensperspektive für die Ukraine leisten. Hopfgartner sieht zwei mögliche Perspektiven für die Europäische Union: Entweder sie bewegt sich in Richtung einer „solidarischen Gemeinschaft“, einer Sozialunion, oder es geht weiter in die Richtung einer „Militarisierung“, bei der die Mittel für Soziales, leistbares Wohnen oder Pflege nicht verfügbar sein werden.